# Reilly Opelka
Reilly Opelka (St. Joseph, 28 augustus 1997) is een Amerikaanse tennisser. Hij heeft twee ATP-toernooien in het enkel- en één in het dubbelspel op zijn naam staan.

## Palmares
| Legenda                       | Legenda               |
| ----------------------------- | --------------------- |
| Grand Slam                    |                       |
| Olympische Spelen             |                       |
| tot 2009                      | vanaf 2009            |
| Tennis Masters Cup            | ATP Finals            |
| ATP Masters Series            | ATP Tour Masters 1000 |
| ATP International Series Gold | ATP Tour 500          |
| ATP International Series      | ATP Tour 250          |

### Enkelspel
| Nr.                  | Datum            | Toernooi             | Ondergrond    | Tegenstanders in finale | Score               | Details |
| -------------------- | ---------------- | -------------------- | ------------- | ----------------------- | ------------------- | ------- |
| Gewonnen finales     |                  |                      |               |                         |                     |         |
| 1.                   | 17 februari 2019 | ATP Uniondale        | Hardcourt (i) | Brayden Schnur          | 6-1, 6-7(7), 7-6(7) | Details |
| 2.                   | 23 februari 2020 | ATP Delray Beach     | Hardcourt     | Yoshihito Nishioka      | 7-5, 6-7(4), 6-2    | Details |
| 3.                   | 13 februari 2022 | ATP Dallas           | Hardcourt (i) | Jenson Brooksby         | 7–6(5), 7–6(3)      | Details |
| 4.                   | 10 april 2022    | ATP Houston          | Hardcourt     | John Isner              | 6–3, 7–6(7)         | Details |
| Verloren finales     |                  |                      |               |                         |                     |         |
| 1.                   | 15 augustus 2021 | ATP Montreal/Toronto | Hardcourt     | Daniil Medvedev         | 4-6, 3-6            | Details |
| 2.                   | 20 februari 2022 | ATP Delray Beach     | Hardcourt     | Cameron Norrie          | 6–7(1), 6–7(4)      | Details |
| Gewonnen challengers |                  |                      |               |                         |                     |         |
| 1.                   | 6 november 2016  | Charlottesville      | Hardcourt (i) | Ruben Bemelmans         | 6-4, 2-6, 7-6(5)    |         |
| 2.                   | 20 mei 2018      | Bordeaux             | Gravel        | Grégoire Barrère        | 6-7(5), 6-4, 7-5    |         |
| 3.                   | 11 november 2018 | Knoxville            | Hardcourt (i) | Bjorn Fratangelo        | 7-5, 4-6, 7-6(2)    |         |
| 4.                   | 17 november 2018 | Champaign            | Hardcourt (i) | Ryan Shane              | 7-6(6), 6-3         |         |

### Dubbelspel
| Nr.                          | Datum            | Toernooi      | Ondergrond    | Partner       | Tegenstanders in finale             | Score               | Details |
| ---------------------------- | ---------------- | ------------- | ------------- | ------------- | ----------------------------------- | ------------------- | ------- |
| Gewonnen finales herendubbel |                  |               |               |               |                                     |                     |         |
| 1.                           | 1 augustus 2021  | ATP Atlanta   | Hardcourt     | Jannik Sinner | Steve Johnson Jordan Thompson       | 6-4, 6-7(6), [10-3] | Details |
| Verloren finales herendubbel |                  |               |               |               |                                     |                     |         |
| 1.                           | 27 oktober 2019  | ATP Bazel     | Hardcourt (i) | Taylor Fritz  | Jean-Julien Rojer Horia Tecău       | 5-7, 3-6            | Details |
| 2.                           | 16 februari 2020 | ATP Uniondale | Hardcourt (i) | Steve Johnson | Dominic Inglot Aisam-ul-Haq Qureshi | 6-7(5), 6-7(6)      | Details |
| 3.                           | 20 juni 2021     | ATP Londen    | Gras          | John Peers    | Pierre-Hugues Herbert Nicolas Mahut | 4-6, 5-7            | Details |

### Landencompetities
| Nr.              | Datum                | Toernooi  | Ondergrond    | Partner(s)                                                                       | Tegenstanders in finale                                                                           | Score                |         |
| ---------------- | -------------------- | --------- | ------------- | -------------------------------------------------------------------------------- | ------------------------------------------------------------------------------------------------- | -------------------- | ------- |
| Verloren finales |                      |           |               |                                                                                  |                                                                                                   |                      |         |
| 1.               | 20-22 september 2021 | Laver Cup | Hardcourt (i) | Félix Auger-Aliassime Denis Shapovalov Diego Schwartzman John Isner Nick Kyrgios | Daniil Medvedev Stéfanos Tsitsipás Alexander Zverev Andrej Roebljov Matteo Berrettini Casper Ruud | 1-14 (9 wedstrijden) | Details |

## Prestatietabel grandslamtoernooien
| Legenda | Legenda                          |
| ------- | -------------------------------- |
| g.t.    | geen toernooi gehouden           |
| l.c.    | lagere categorie                 |
| –       | niet deelgenomen                 |
| G       | uitgeschakeld in de groepsfase   |
| 1R      | uitgeschakeld in de eerste ronde |
| 2R      | uitgeschakeld in de tweede ronde |
| 3R      | uitgeschakeld in de derde ronde  |
| 4R      | uitgeschakeld in de vierde ronde |
| KF      | uitgeschakeld in de kwartfinale  |
| HF      | uitgeschakeld in de halve finale |
| F       | de finale verloren               |
| W       | het toernooi gewonnen            |
| w-v     | winst/verlies-balans             |

### Enkelspel
| Grandslamtoernooien  |     |      |      |      |      |      |      |      |
| Australian Open      | –   | 1R   | –    | 2R   | 1R   | 2R   | 3R   | –    |
| Roland Garros        | –   | –    | –    | 1R   | 1R   | 3R   | 1R   | –    |
| Wimbledon            | –   | –    | –    | 3R   | g.t. | 1R   | 2R   | –    |
| US Open              | –   | –    | –    | 2R   | 1R   | 4R   | –    |      |
| ATP Masters 1000     |     |      |      |      |      |      |      |      |
| Indian Wells         | –   | 1R   | 1R   | 1R   | g.t. | 3R   | 4R   | –    |
| Miami                | –   | –    | –    | 3R   | g.t. | 2R   | 2R   | –    |
| Monte Carlo          | –   | –    | –    | –    | g.t. | –    | –    | –    |
| Madrid               | –   | –    | –    | 2R   | g.t. | 1R   | 1R   | –    |
| Rome                 | –   | –    | –    | –    | –    | HF   | 1R   | –    |
| Montreal/Toronto     | –   | 1R   | –    | –    | g.t. | F    | –    |      |
| Cincinnati           | 2R  | –    | –    | 2R   | KF   | 2R   | –    |      |
| Shanghai             | –   | –    | –    | 2R   | g.t. | g.t. | g.t. |      |
| Parijs               | –   | –    | –    | –    | –    | 2R   | –    |      |
| Olympische Spelen    |     |      |      |      |      |      |      |      |
| Olympische Spelen    | –   | g.t. | g.t. | g.t. | g.t. | –    | g.t. | g.t. |
| statistieken         |     |      |      |      |      |      |      |      |
| totaal aantal titels | 0   | 0    | 0    | 1    | 1    | 0    | 2    | 0    |
| eindejaarsranking    | 204 | 229  | 99   | 36   | 39   | 26   | 38   |      |

### Dubbelspel
| Grandslamtoernooien  |      |     |      |      |      |      |      |      |      |
| Australian Open      | –    | –   | –    | –    | –    | –    | –    | –    | –    |
| Roland Garros        | –    | –   | –    | –    | 1R   | –    | –    | –    | –    |
| Wimbledon            | –    | –   | –    | –    | –    | g.t. | –    | –    | –    |
| US Open              | 1R   | –   | 2R   | 1R   | –    | –    | –    | –    |      |
| ATP Masters 1000     |      |     |      |      |      |      |      |      |      |
| Indian Wells         | –    | –   | –    | –    | 2R   | g.t. | 1R   | –    | –    |
| Miami                | –    | –   | –    | –    | 1R   | g.t. | –    | –    | –    |
| Monte Carlo          | –    | –   | –    | –    | –    | g.t. | –    | –    | –    |
| Madrid               | –    | –   | –    | –    | –    | g.t. | –    | –    | –    |
| Rome                 | –    | –   | –    | –    | –    | –    | –    | 1R   | –    |
| Montreal/Toronto     | –    | –   | –    | –    | –    | g.t. | –    | –    |      |
| Cincinnati           | –    | –   | –    | –    | –    | 2R   | –    | –    |      |
| Shanghai             | –    | –   | –    | –    | –    | g.t. | g.t. | g.t. |      |
| Parijs               | –    | –   | –    | –    | –    | –    | –    | –    |      |
| Olympische Spelen    |      |     |      |      |      |      |      |      |      |
| Olympische Spelen    | g.t. | –   | g.t. | g.t. | g.t. | g.t. | –    | g.t. | g.t. |
| statistieken         |      |     |      |      |      |      |      |      |      |
| totaal aantal titels | 0    | 0   | 0    | 0    | 0    | 0    | 1    | 0    | 0    |
| eindejaarsranking    | 800  | 854 | 456  | 539  | 179  | 118  | 149  | -    |      |